# Tour della nazionale maschile di rugby a 15 dell'Italia 2024
A luglio 2024 la nazionale italiana di rugby allenata da Gonzalo Quesada è impegnata in un tour in Asia e Oceania comprendente tre test match contro Samoa, Tonga e Giappone (nell'ordine).
Primo tour azzurro dal 2022 (nel 2023 non si tenne per la concomitanza con la Coppa del Mondo) nonché il primo della gestione Quesada, segna anche il ritorno alle destinazioni intercontintali dopo sei anni, prima dei blocchi imposti dalla pandemia di COVID-19.
I tre test match sono in programma ad Apia il 5 luglio, a Nukuʻalofa il 12 luglio e a Sapporo il 21 luglio.
La prima gara, ad Apia contro Samoa, vide l'Italia rimontare bene l'avversario e portarsi in vantaggio fino al 25-15 fino a circa 20 minuti dalla fine, per poi commettere degli errori nei punti d'incontro e concedere punti facili agli avversari, che prima si riportarono sul 25-25 per poi imporsi nel finale.
Sette giorni più tardi a Nukuʻalofa gli azzurri si dimostrarono più concreti e concentrati, portandosi in vantaggio sul 15-0, punteggio sul quale si chiuse la prima frazione; l'estemporanea meta tongana a inizio ripresa non fermò il cammino italiano che si portò fino sul 29-7 a pochi minuti dalla fine, quando i padroni di casa realizzarono di nuovo; a tempo scaduto, e dopo una serie di falli in mischia e nel gioco multifase, l'arbitro argentino Schneider concesse all'Italia la meta tecnica con cui l'incontro si chiuse sul 36-14.
Il test match di Sapporo si tenne di fronte a un'anfitriona d'eccezione, la principessa Akiko, patrona della federazione rugbistica giapponese: gli Azzurri, di fronte a un avversario che negli ultimi anni era stato spesso un ostacolo problematico, misero in campo energia e risolutezza e alla fine del primo tempo stavano conducendo 24-0, quando una disattenzione nei minuti di recuperò causò la meta di Riley trasformata da Matsuda.
Analoga distrazione costò all'Italia una seconda meta a inizio ripresa, di nuovo di Riley, ma nel prosieguo della partita gli Azzurri tornarono in controllo del gioco e il Giappone non marcò più punti: le mete di Alessandro Garbisi e Ross Vintcent suggellarono il 42-14 con cui la squadra di Quesada chiuse il tour con due vittorie e una sconfitta.

## Risultati
| Arbitro: | Paul Williams |

|                                           |      |                                           |
| Aiono 9’ Ah Wong 29’ Toala 57’ Moleli 77’ | mt   | 16’ M. Ioane 19’ L. Lynagh 54’ P. Garbisi |
| Leuila 9’, 57’                            | tr   | 19’, 54’ P. Garbisi                       |
| Leuila 42’, 49’, 68’                      | c.p. | 13’, 35’ P. Garbisi                       |

| Arbitro: | Damián Schneider |

|                      |      |                                                                 |
| Taulani 44’ Paea 76’ | mt   | 18’ Trulla 33’ M. Ioane 49’ Lamaro 63’ A. Garbisi 80+5’ tecnica |
| Faiva 44’, 76’       | tr   | 33’, 49’, 63’ P. Garbisi                                        |
|                      | c.p. | 29’ P. Garbisi                                                  |

| Arbitro: | Christophe Ridley |

|                    |      |                                                                      |
| Riley 40+1’, 43’   | mt   | 8’ Capuozzo 12’ Page-Relo 35’ Zambonin 72’ A. Garbisi 80+1’ Vintcent |
| Matsuda 40+1’, 43’ | tr   | 8’, 12’, 35’ P. Garbisi 72’ Marin                                    |
|                    | c.p. | 4’, 47’, 60’ Page-Relo                                               |